# Valle Mäkelä
Valle Mäkelä (Laitila, 2 februari 1986) is een Fins autocoureur.

## Carrière
Mäkelä begon zijn carrière in het karting op vijfjarige leeftijd. In 2000 werd hij de nationale kampioen in de ICA-J-klasse.
In 2001 werd Mäkelä kampioen in de Finse Formule Ford. Tussen 2002 en 2004 reed hij in verschillende Formule Ford-klassen en won de Britse Formule Ford in 2004. Doordat hij niet genoeg budget had, had hij moeite met het vinden van een zitje in 2005. Uiteindelijk reed hij de helft van het seizoen in het World Touring Car Championship in 2005 voor het team GR Asia in een Seat Toledo Cupra, waarin zijn beste resultaat een tiende plaats was in de tweede race op Silverstone.
In 2006 reed Mäkelä voor Manor Motorsport in de Britse Formule Renault en eindigde hier als dertiende. In 2007 reed hij in de Britse Formule BMW en werd vierde met een overwinning op Brands Hatch. In 2008 nam hij deel aan drie races van het Star Mazda Championship als gastcoureur. In 2009 werd hij achter Nico Verdonck, Gavin Cronje en Mathias Beche vierde in de Formule Le Mans.